# Automeris ater
Automeris ater är en fjärilsart som beskrevs av Conte 1906. Automeris ater ingår i släktet Automeris och familjen påfågelsspinnare. Inga underarter finns listade i Catalogue of Life.